# Icarios (Sparte)
Pour les articles homonymes, voir Icarios.
Dans la mythologie grecque, Icarios (en grec ancien Ἰκάριος / Ikários) est le fils d'Œbale, ou bien de Périérès et Gorgophoné. Il est marié à Périboea, de qui il a eu deux filles, Pénélope et Iphthimé, et cinq garçons, Périléos, Thoas, Alétès, Damasippos et Imeusimos. C'est un roi et un champion spartiate de course de chevaux. Il ne permit à quiconque d'épouser sa fille à moins de remporter une course contre lui. Ulysse réussit et obtint la main de Pénélope. Ulysse et Pénélope ont eu un enfant qui s'appelle Télémaque.